# John R. Beardall

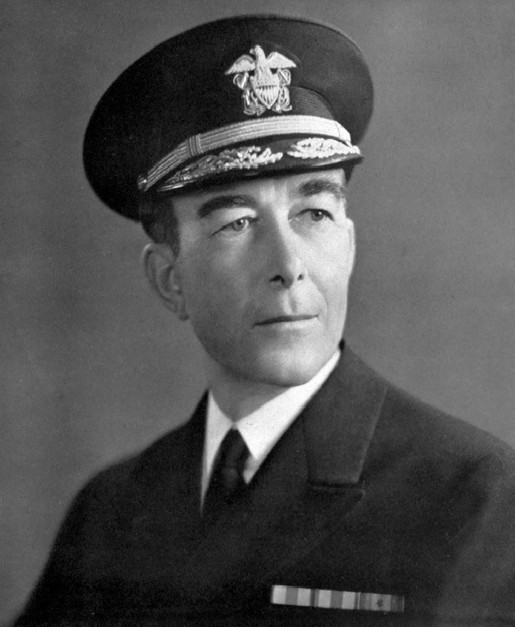
John R. Beardall

John Reginald Beardall (* 7. Februar 1887 in Sanford, Seminole County, Florida; † 4. Januar 1967 in Orlando, Orange County, Florida) war ein Konteradmiral der United States Navy. Er war unter anderem Leiter (Superintendent) der United States Naval Academy (USNA).

## Leben
Er war ein Sohn von William Beardall (1853–1907) und dessen Frau Florence Bonser (1859–1945) und besuchte die öffentlichen Schulen seiner Heimat und danach die Porter Military Academy in Charleston in South Carolina. Im Jahr 1908 absolvierte er die United States Naval Academy in Annapolis in Maryland. In der Marine durchlief er anschließend alle Offiziersränge bis zum Konteradmiral.
In den Jahren nach seinem Abschluss an der Marineakademie diente Beardall als Marineoffizier auf verschiedenen Schiffen der amerikanischen Kriegsmarine. Im Jahr 1914 war er als Kommandeur einer Kompanie des Schlachtschiffes USS Vermont an der Besetzung der Stadt Veracruz in Mexiko beteiligt. Später kehrte er zur Naval Academy in Annapolis zurück, wo er bis zum März 1917 als Dozent tätig war. Nach dem amerikanischen Eintritt in den Ersten Weltkrieg kehrte John Beardall wieder zu den auf See dienenden Einheiten zurück. Dabei war er Offizier auf den Schlachtschiffen USS Kansas und USS New Hampshire.
Nach dem Ende des Ersten Weltkriegs diente er weiter an Bord einiger Kriegsschiffe. Zwischenzeitlich war er auch als Stabsoffizier tätig. Im März 1925 erhielt er das Kommando über den Zerstörer USS Sands. Dieses Amt hatte er bis zum Juli 1926 inne. Anschließend wurde er nach London versetzt, wo er bis 1928 Militärattaché an der dortigen amerikanischen Botschaft wurde. Gleichzeitig nahm er auch Aufgaben an anderen amerikanischen Botschaften in Europa wie Paris, Rom, Den Haag und Berlin wahr. Zwischen September 1928 und Oktober 1929 gehörte John Beardall dem Stab des Oberkommandos der amerikanischen Kriegsmarine für Europa an.
Zwischen Oktober 1929 und Anfang 1931 war er Kapitän des Zerstörers USS Gilmer (DD-233). Anschließend absolvierte er das Naval War College in Newport in Rhode Island, dessen Stab er danach bis zum Jahr 1933 angehörte. Nach einer zwischenzeitlich anderen Verwendung diente er zwischen Mai 1934 und Juni 1935 an Bord des gerade fertiggestellten Kreuzers USS Minneapolis. Am 1. Mai 1936 wurde Beardall dem Stab des Marineministers Claude A. Swanson zugewiesen. Dort verblieb er bis zum 30. Juni 1939.
Als Nächstes erhielt er das Kommando über den Kreuzer USS Vincennes. Diese Aufgabe erfüllte er zwischen Juli 1939 und April 1941. Danach wurde er zum militärischen Beraterstab von Präsident Franklin D. Roosevelt versetzt, dem er bis zum Januar 1942 angehörte. In diese Zeit fiel der amerikanische Eintritt in den Zweiten Weltkrieg.
Am 31. Januar 1942 übernahm John Beardall als Nachfolger von Russell Willson als Superintendent die Leitung der Marineakademie in Annapolis. Dieses Amt bekleidete er bis zum 16. August 1945 als Aubrey Fitch seine Nachfolge antrat. In dieser Zeit wurde der Lehrablauf in der Akademie den Bedürfnissen des Kriegseinsatzes angepasst. Dazu gehörte auch eine deutliche Erhöhung der Anzahl der Absolventen um dem kriegsbedingt gestiegenen Offiziersbedarf gerecht zu werden. Damals unterstand die Akademie (bis zum Jahr 1962) dem Severn River Naval Command, der ebenfalls von Beardall geleitet wurde.
Nach dem Ende seiner Zeit als Leiter der Marineakademie wurde er Kommandeur des 15. Marinebezirks mit Sitz in Baboa in Panama. Dieser Bezirk umfasste die Panamakanalzone. Diese Aufgabe bekleidete er bis zum 7. August 1946. Danach verblieb er bis zum 1. November 1946 formal noch im Offiziersdienst, ehe er dann altersbedingt in den Ruhestand verabschiedet wurde.
Der seit 1917 mit Edith Jett McCormick (1897–1997) verheiratete Offizier verbrachte seinen Lebensabend zunächst in Berryville, in Virginia und ab 1958 in Winterpark in Florida. Er starb am 4. Januar 1967 und wurde auf dem amerikanischen Nationalfriedhof Arlington beigesetzt.

## Orden und Auszeichnungen
John Beardall erhielt im Lauf seiner militärischen Laufbahn unter anderem folgende Auszeichnungen:
- Legion of Merit
- Navy and Marine Corps Medal
- Navy Expeditionary Medal
- Mexican Service Medal
- World War I Victory Medal
- American Defense Service Medal
- American Campaign Medal
- World War II Victory Medal
- Orden der Ehrenlegion (Frankreich)
- Order of Abdon Calderón (Ecuador)
- Order of Vasco Núñez de Balboa (Panama)
- Orden El Sol del Perú (Peru)
- Grand Officer of the Military Order of Ayacucho (Peru)